# Hammurabi I
Hammurabi I (... – 1750 a.C.) è stato il terzo sovrano di Yamhad (Halab).

## Biografia

### Primi anni
Hammurabi era il figlio di Yarim-Lim I, re di Aleppo, e della sua consorte Gashera. Il suo segretario privato come principe ereditario era Sin-Abushu ed è conosciuto dalle tavolette di Mari. Null'altro si sa di lui prima che salisse sul trono dopo la morte del padre nel 1764 a.C. circa.

### Regno
Yarim-Lim I lasciò il regno all'apice del suo potere, ed Hammurabi era tra i re più forti dell'epoca, senza alcun potere a minacciarlo e anzi rassicurato dall'alleanza con Babilonia ed Eshnunna e dall'eliminazione del pericolo rappresentato da Qatna, tutte cose fatte dal padre.
All'inizio del suo regno, Hammurabi I mandò il suo esercito a soccorrere il re di Babilonia Hammurabi contro Siwe-Palar-Hupak di Elam, che stava invadendo Babilonia stessa. Amut-Pi-El di Qatna tentò di allearsi con il re di Elam, ma Zimri-Lim di Mari avvertì Hammurabi I e la spedizione diplomatica elamita venne catturata ai confini sulla via di ritorno a casa. Dopo aver sconfitto Elam, Hammurabi I mandò delle truppe ad Hammurabi di Babilonia per aiutarlo contro il regno di Larsa. Il regno di Yamhad era dello stesso status di Babilonia, reso evidente dal trattamento di Hammurabi di Babilonia sui convogli di Yamhad che causavano lamentidai delegati di Mari. Il fatto che Zimri-Lim divenne re di Mari con l'aiuto di Yamhad indicò Mari come suo stato semi-cliente Yamhad, e in corrispondenza tra Zimri-Lim Yarim-Lim I (padre di Hammurabi I), il re di Mari chiama Yarim-Lim suo padre. Tale situazione favorì Yamhad commercialmente, data la posizione di Mari tra Babilonia e Aleppo. In un'occasione, Hammurabi mandò ben 10,000 uomini per aiutare Zimri-Lim. La sovranità di Yamhad su Mari era così forte che il re di Ugarit chiese Hammurabi di intermediare con Zimri-Lim per permettergli di visitare il famoso Palazzo di Mari.
L'alleanza politica-militare con Babilonia ebbe fine quando il sovrano di quest'ultima invase Mari e ne distrusse il regno nel 1761 a.C. circa, ma le relazioni economiche rimasero stabili, dato che Babilonia rimase fuori dal territorio di Aleppo. L'invasione di Mari ebbe un impatto negativo sui due regni in termini commerciali, dato che le strade divennero troppo pericolose senza la protezione delle carovane da parte del regno di Mari. Più tardi, Hammurabi I mise la città di Carchemish sotto dominio Yamhad.

### Morte e successione
Hammurabi I diede a suo figlio Yarim-Lim la città di Irridu. Morì nel 1750 a.C. circa, e gli succedette l'altro figlio Abba-El I. Un terzo figlio di nome Nakkusse appare nelle Tavolette di Alalakh, tenendo un'alta posizione nella sua corte.